# Jason Dupasquier
Jason Dupasquier   (Bulle, 7 de setembre de 2001 - Florència, 30 de maig de 2021) fou un pilot de motociclisme suís participant en el campionat del món de Moto3. Era fill de Philippe Dupasquier, pilot de motocròs i supermoto.
Jason Dupasquier va començar a competir el 2010 amb 65 cc i va debutar a Moto3 el 2019 amb l'equip PrüstelGP, pilotant una KTM. Tot i que sense antecedents, els seus companys reconeixen a Jason Dupasquier com un conductor per sobre de la mitjana, que havia obtingut una gran progressió en els darrers temps.
Durant la classificació per al Gran Premi d'Itàlia de motociclisme del 2021, el 29 de maig del 2021, Jason Dupasquier va caure i va ser atropellat per almenys una altra moto. Afectat tant al tòrax com al coll, va ser evacuat amb helicòpter a l'hospital de Florència, on va morir l'endemà a causa de les ferides patides.